# ファン・パブロ・フランシア
ファン･パブロ･フランシア（Juan Pablo Francia, 1984年12月3日 - ）は、アルゼンチン、コルドバ出身のサッカー選手。ポジションはMFで、オフェンシブハーフやサイドハーフを務める。

## 経歴
15歳にして欧州ユースクラブの入団テストに参加するためヨーロッパへ。ボルドーにそのボールタッチとテクニックを認められ入団した。

## 所属クラブ
- スポルティーボ・ベルグラーノ 2000-2002
- FCジロンダン・ボルドー 2002-2008
- スポルティーボ・ベルグラーノ 2008-2015
- CAタジェレス 2015
- スポルティーボ・ベルグラーノ 2016-2021